# Campionat de Catalunya de natació - 200 metres lliures
Els 200 metres lliures és una prova de natació que forma part del Campionat de Catalunya de natació. Se celebrà per primer cop el 1939 en categoria femenina, essent Mary Bernet la primera campiona, tanmateix, no tingué continuïtat. En categoria masculina, es realitzà de forma irregular durant la dècada del 1940 i 1950. proclamant-se campions Josep Bernal (1943), Robert Queralt (1949, 1951) i Ricardo Conde (1952). Des de l'any 1967 s'incorpora definitivament com a prova recurrent dels Campionats, tant en categoria masculina i femenina. L'any 1981, Joan Carles Arce Sáez, del CN Sabadell, fou el primer nedador que guanyà el campionat amb un temps inferior als dos minuts. En categoria femenina, les nedadores Arantxa Ramos Plasencia, del Sabadell, i Lidón Muñoz del Campo, del Sant Andreu, han guanyat el campionat amb un temps lleugerament superior als dos minuts.
A nivell de clubs, la prova ha estat dominada pels nedadors Club Natació Sabadell, Club Natació Terrassa, Club Natació Sant Andreu, entre d'altres. A nivell individual, destaquen els sís títols de Daniel Serra (1987, 1988, 1990, 1992, 1993, 1994), en categoria masculina, i els quatre de Natàlia Mas (1977, 1979, 1981, 1982), en categoria femenina.

## Historial

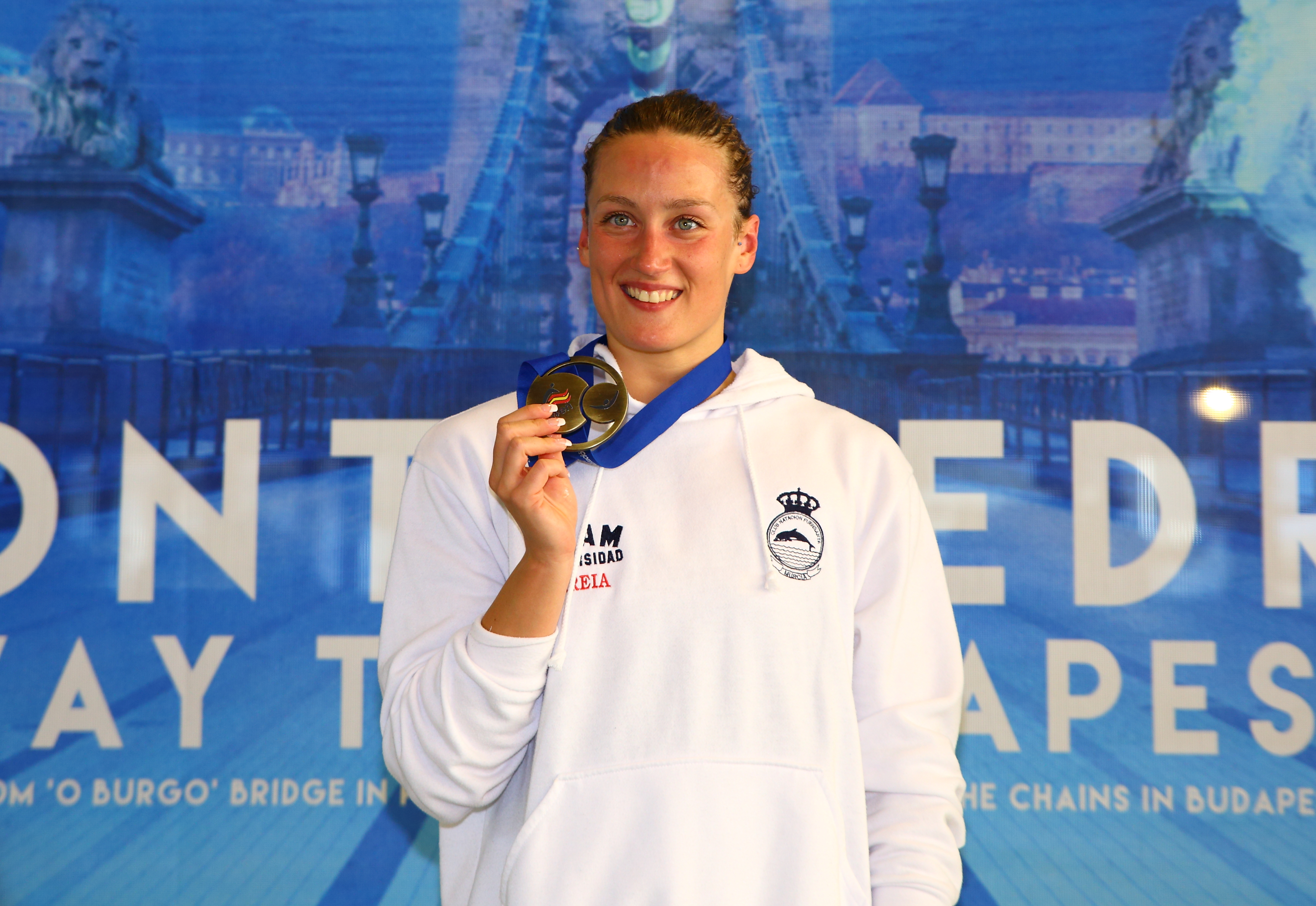
Mireia Belmonte es proclamà campiona de Catalunya dels 200 lliures l'any 2012.

| Edició                          | Data                            | Competició masculina            | Competició masculina            | Competició masculina            | Competició femenina             | Competició femenina             | Competició femenina             | refs.             |
| Edició                          | Data                            | Campió                          | Club                            | Temps                           | Campiona                        | Club                            | Temps                           | refs.             |
| ------------------------------- | ------------------------------- | ------------------------------- | ------------------------------- | ------------------------------- | ------------------------------- | ------------------------------- | ------------------------------- | ----------------- |
| XX                              | 1939                            | N/D                             | N/D                             | N/D                             | Mary Bernet                     | CN Barcelona                    | 3:12.0                          | [ 4 ] [ 5 ] [ 2 ] |
| no es disputà entre 1940 i 1942 | no es disputà entre 1940 i 1942 | no es disputà entre 1940 i 1942 | no es disputà entre 1940 i 1942 | no es disputà entre 1940 i 1942 | no es disputà entre 1940 i 1942 | no es disputà entre 1940 i 1942 | no es disputà entre 1940 i 1942 | [ 4 ] [ 5 ]       |
| XXIV                            | 1943                            | Josep Bernal                    | CN Barcelona                    | 2:33.2                          | N/D                             | N/D                             | N/D                             | [ 4 ] [ 5 ]       |
| no es disputà entre 1944 i 1948 | no es disputà entre 1944 i 1948 | no es disputà entre 1944 i 1948 | no es disputà entre 1944 i 1948 | no es disputà entre 1944 i 1948 | no es disputà entre 1944 i 1948 | no es disputà entre 1944 i 1948 | no es disputà entre 1944 i 1948 | [ 4 ] [ 5 ]       |
| XXX                             | 1949                            | Robert Queralt                  | CN Barcelona                    | 2:22.0                          | N/D                             | N/D                             | N/D                             | [ 4 ] [ 5 ] [ 6 ] |
| no es disputà el 1950           | no es disputà el 1950           | no es disputà el 1950           | no es disputà el 1950           | no es disputà el 1950           | no es disputà el 1950           | no es disputà el 1950           | no es disputà el 1950           | [ 4 ] [ 5 ]       |
| XXXII                           | 1951                            | Robert Queralt                  | CN Barcelona                    | 2:18.4                          | N/D                             | N/D                             | N/D                             | [ 4 ] [ 5 ] [ 6 ] |
| XXXIII                          | 1952                            | Ricardo Conde                   | CN Barcelona                    | 2:22.0                          | N/D                             | N/D                             | N/D                             | [ 4 ] [ 5 ]       |
| no es disputà entre 1953 i 1966 | no es disputà entre 1953 i 1966 | no es disputà entre 1953 i 1966 | no es disputà entre 1953 i 1966 | no es disputà entre 1953 i 1966 | no es disputà entre 1953 i 1966 | no es disputà entre 1953 i 1966 | no es disputà entre 1953 i 1966 | [ 4 ] [ 5 ]       |
| XLVIII                          | 1967                            | Joan Fortuny                    | CN Barcelona                    | 2:09.4                          | Maria Ballesté                  | CN Sabadell                     | 2:28.3                          | [ 4 ] [ 5 ]       |
| XLIX                            | 1968                            | Santiago Esteva                 | CN Barcelona                    | 2:05.3                          | Maria Ballesté                  | CN Sabadell                     | 2:25.3                          | [ 4 ] [ 5 ]       |
| L                               | 1969                            | Santiago Esteva                 | CN Sabadell                     | 2:01.2                          | Clara Ortuño                    | CN Sabadell                     | 2:23.9                          | [ 4 ] [ 5 ]       |
| LI                              | 1970                            | Antoni Corell                   | CN Sabadell                     | 2:02.1                          | Aurora Chamorro                 | CN Poble Nou                    | 2:23.9                          | [ 4 ] [ 5 ]       |
| LII                             | 1971                            | Josep Pujol                     | CN Sabadell                     | 2:02.1                          | Aurora Chamorro                 | CN Poble Nou                    | 2:21.9                          | [ 4 ] [ 5 ]       |
| LIII                            | 1972                            | Jordi Comas                     | CN Barcelona                    | 2:03.2                          | Aurora Chamorro                 | CN Poble Nou                    | 2:19.7                          | [ 4 ] [ 5 ]       |
| LIV                             | 1973                            | Josep Pujol                     | CN Barceloneta                  | 2:01.9                          | Maria Neus Panadell             | CN Manresa                      | 2:19.5                          | [ 4 ] [ 5 ]       |
| LV                              | 1974                            | Josep Bas                       | CN Montjuïc                     | 2:00.7                          | Dolors Balbuena                 | CN Sabadell                     | 2:15.8                          | [ 4 ] [ 5 ]       |
| LVI                             | 1975                            | Jordi Molet                     | CN Sabadell                     | 2:07.0                          | Montserrat Artigas              | CN Barcelona                    | 2:15.5                          | [ 4 ] [ 5 ]       |
| LVII                            | 1976                            | Marià Rigau                     | CN Barcelona                    | 2:04.6                          | no es disputà el 1976           | no es disputà el 1976           | no es disputà el 1976           | [ 4 ] [ 5 ]       |
| LVIII                           | 1977                            | Jordi Comas                     | CN Sabadell                     | 2:03.2                          | Natàlia Mas                     | CN Terrassa                     | 2:12.5                          | [ 4 ] [ 5 ]       |
| LIX                             | 1978                            | Francisco Buerbaum              | CN Sabadell                     | 2:00.5                          | Lídia Larrosa                   | CN Sabadell                     | 2:15.9                          | [ 4 ] [ 5 ]       |
| LX                              | 1979                            | Raül Pérez                      | CN Barcelona                    | 2:02.0                          | Natàlia Mas                     | CN Terrassa                     | 2:05.6                          | [ 4 ] [ 5 ]       |
| LXI                             | 1980                            | Manel M. Esteva                 | CN Tarraco                      | 2:01.5                          | Laura Flaqué                    | CN Montjuïc                     | 2:11.1                          | [ 4 ] [ 5 ]       |
| LXII                            | 1981                            | Joan Carles Arce                | CN Sabadell                     | 1:58.91                         | Natàlia Mas                     | CN Terrassa                     | 2:11.99                         | [ 4 ] [ 5 ]       |
| LXIII                           | 1982                            | Joaquim Herrero                 | CN Montjuïc                     | 1:59.7                          | Natàlia Mas                     | CN Terrassa                     | 2:11.6                          | [ 4 ] [ 5 ]       |
| LXIV                            | 1983                            | Xavier Torrallardona            | CN Sabadell                     | 1:57.4                          | Yolanda Salvador                | CN Hospitalet                   | 2:11.2                          | [ 4 ] [ 5 ]       |
| LXV                             | 1984                            | Luís M. Martín                  | CN Reus Ploms                   | 1:57.39                         | Margarida Pérez                 | CN Sant Andreu                  | 2:10.92                         | [ 4 ] [ 5 ]       |
| LXVI                            | 1985                            | Xavier Miralpeix                | CN Montjuïc                     | 1:55.74                         | Yolanda Salvador                | CN Hospitalet                   | 2:11.28                         | [ 4 ] [ 5 ]       |
| LXVII                           | 1986                            | Xavier Miralpeix                | CN Montjuïc                     | 1:56.24                         | Imma Tarragó                    | CN Catalunya                    | 2:06.07                         | [ 4 ] [ 5 ]       |
| LXVIII                          | 1986-87                         | Daniel Serra                    | CN Montjuïc                     | 1:56.14                         | Imma Tarragó                    | CN Catalunya                    | 2:07.52                         | [ 4 ] [ 5 ]       |
| LXIX                            | 1987-88                         | Daniel Serra                    | CN Montjuïc                     | 1:53.15                         | Eva Basullas                    | CN Manresa                      | 2:06.93                         | [ 4 ] [ 5 ]       |
| LXX                             | 1988-89                         | Carles Ventosa                  | CN Barcelona                    | 1:53.17                         | Esther Martínez                 | CN Sabadell                     | 2:07.49                         | [ 4 ] [ 5 ]       |
| LXXI                            | 1989-90                         | Daniel Serra                    | CN Catalunya                    | 1:54.01                         | Elisenda Pérez                  | CN Sabadell                     | 2:07.92                         | [ 4 ] [ 5 ]       |
| LXXII                           | 1990-91                         | Carles Ventosa                  | CN Barcelona                    | 1:53.83                         | Sònia Astola                    | CN Sallent                      | 2:07.33                         | [ 4 ] [ 5 ]       |
| LXXIII                          | 1991-92                         | Daniel Serra                    | CN Catalunya                    | 1:54.23                         | Sònia Astola                    | CN Sallent                      | 2:08.46                         | [ 4 ] [ 5 ]       |
| LXXIV                           | 1992-93                         | Daniel Serra                    | CN Catalunya                    | 1:53.66                         | Itziar Esparza                  | CN Lleida                       | 2:07.12                         | [ 4 ] [ 5 ]       |
| LXXV                            | 1993-94                         | Daniel Serra                    | CN Catalunya                    | 1:54.35                         | Silvia Soronellas               | CN Sabadell                     | 2:06.68                         | [ 4 ] [ 5 ]       |
| LXXVI                           | 1994-95                         | Josep M. Rojano                 | CN Lleida                       | 1:56.50                         | Esther Martínez                 | CN Sabadell                     | 2:06.64                         | [ 4 ] [ 5 ]       |
| LXXVII                          | 1995-96                         | Sergi David Rayo                | CE Mediterrani                  | 1:56.88                         | Maria Àngels Bardina            | CN Hospitalet                   | 2:06.75                         | [ 4 ] [ 5 ]       |
| LXXVIII                         | 1996-97                         | Josep M. Rojano                 | CN Sabadell                     | 1:55.20                         | Susana Garabatos                | CN Catalunya                    | 2:06.93                         | [ 4 ] [ 5 ]       |
| LXXIX                           | 1997-98                         | Josep M. Rojano                 | CN Sabadell                     | 1:55.79                         | Laura Roca                      | CN Terrassa                     | 2:05.75                         | [ 4 ] [ 5 ]       |
| LXXX                            | 1998-99                         | Sergi Garcia                    | CN Catalunya                    | 1:54.93                         | Eva Capdevila                   | CN Calella                      | 2:06.39                         | [ 4 ] [ 5 ]       |
| LXXXI                           | 1999-00                         | Albert Cassà                    | CN Sabadell                     | 1:55.62                         | Lidia Elizalde                  | CN Sabadell                     | 2:05.34                         | [ 4 ] [ 5 ]       |
| LXXXII                          | 2000-01                         | Olaf Wildeboer                  | CN Sabadell                     | 1:54.47                         | Lidia Elizalde                  | CN Sabadell                     | 2:06.14                         | [ 4 ] [ 5 ]       |
| LXXXIII                         | 2001-02                         | Olaf Wildeboer                  | CN Sabadell                     | 1:50.99                         | Laura Roca                      | CN Terrassa                     | 2:01.56                         | [ 4 ] [ 5 ]       |
| LXXXIV                          | 2002-03                         | Olaf Wildeboer                  | CN Sabadell                     | 1:53.13                         | Esther Bosch                    | CN Mataró                       | 2:05.50                         | [ 4 ] [ 5 ]       |
| LXXXV                           | 2003-04                         | Olaf Wildeboer                  | CN Sabadell                     | 1:50.46                         | Melissa Caballero               | CN Sabadell                     | 2:02.83                         | [ 4 ] [ 5 ]       |
| LXXXVI                          | 2004-05                         | Eduardo Pérez                   | CE Mediterrani                  | 1:54.59                         | Lidia Elizalde                  | CN Sabadell                     | 2:05.52                         | [ 4 ] [ 5 ]       |
| LXXXVII                         | 2005-06                         | Albert Medrano                  | CN Sabadell                     | 1:52.64                         | Erika Villaécija                | CN Hospitalet                   | 2:03.02                         | [ 4 ] [ 5 ]       |
| LXXXVIII                        | 2006-07                         | Eduard Lorente                  | CN Sant Andreu                  | 1:56.06                         | Arantxa Ramos                   | CN Sabadell                     | 2:04.48                         | [ 4 ] [ 5 ]       |
| LXXXIX                          | 2007-08                         | Albert Medrano                  | CN Sabadell                     | 1:52.12                         | Arantxa Ramos                   | CN Sabadell                     | 2:03.31                         | [ 4 ] [ 5 ]       |
| XC                              | 2008-09                         | Albert Medrano                  | CN Sabadell                     | 1:50.67                         | Arantxa Ramos                   | CN Sabadell                     | 2:00.96                         | [ 4 ] [ 5 ]       |
| XCI                             | 2009-10                         | Matias Aguilera                 | CN Barcelona                    | 1:54.70                         | Gemma Cristóbal                 | CN Terrassa                     | 2:05.08                         | [ 4 ] [ 5 ]       |
| XCII                            | 2010-11                         | Joe Alberto Vera-Ortiz          | CN Barcelona                    | 1:53.70                         | Noeli Reguart                   | CN Barcelona                    | 2:06.56                         | [ 4 ] [ 5 ]       |
| XCIII                           | 2011-12                         | Eloi Saumell                    | CN Sabadell                     | 1:51.87                         | Mireia Belmonte                 | CN Sabadell                     | 2:01.05                         | [ 4 ] [ 5 ]       |
| XCIV                            | 2012-13                         | Albert Puig                     | CN Terrassa                     | 1:53.51                         | Clàudia Dasca                   | CN Sabadell                     | 2:04.32                         | [ 4 ] [ 5 ]       |
| XCV                             | 2013-14                         | Miguel Durán                    | CN Sabadell                     | 1:52.16                         | África Zamorano                 | CN Sant Andreu                  | 2:05.03                         | [ 4 ] [ 5 ]       |
| XCVI                            | 2014-15                         | Miguel Durán                    | CN Sabadell                     | 1:50.80                         | Paula López                     | CN Terrassa                     | 2:06.87                         | [ 4 ] [ 5 ]       |
| XCVII                           | 2015-16                         | Albert Puig                     | CN Terrassa                     | 1:50.20                         | África Zamorano                 | CN Sant Andreu                  | 2:02.17                         | [ 4 ] [ 5 ]       |
| XCVIII                          | 2016-17                         | Arnau Rivera                    | CN Sant Andreu                  | 1:52.39                         | Lidón Muñoz                     | CN Sant Andreu                  | 2:03.75                         | [ 4 ] [ 5 ]       |
| XCIX                            | 2017-18                         | Arnau Rivera                    | CN Sant Andreu                  | 1:54.23                         | Lidón Muñoz                     | CN Sant Andreu                  | 2:00.72                         | [ 4 ] [ 5 ]       |
| C                               | 2018-19                         | Alex Ramos                      | CN Sant Andreu                  | 1:52.18                         | Lidón Muñoz                     | CN Sant Andreu                  | 2:00.64                         | [ 4 ] [ 5 ]       |
| CI                              | 2019-20                         | Miguel Durán                    | CN Terrassa                     | 1:51.16                         | Ainhoa Campabadal               | CN Caldes                       | 2:01.79                         | [ 4 ] [ 5 ]       |
| CII                             | 2020-21                         | Mario Molla                     | CN Terrassa                     | 1:50.52                         | Nerea Ibáñez                    | CN Sabadell                     | 2:02.77                         | [ 4 ] [ 5 ]       |
| CIII                            | 2021-22                         | Ferran Siré                     | CN Terrassa                     | 1:53.47                         | África Zamorano                 | CN Sant Andreu                  | 2:04.10                         | [ 4 ] [ 5 ]       |
| CIV                             | 2022-23                         | Miguel Durán                    | CN Terrassa                     | 1:51.96                         | Nerea Ibáñez                    | CN Sabadell                     | 2:04.97                         | [ 4 ] [ 5 ]       |